# Ferdinand Fléchet

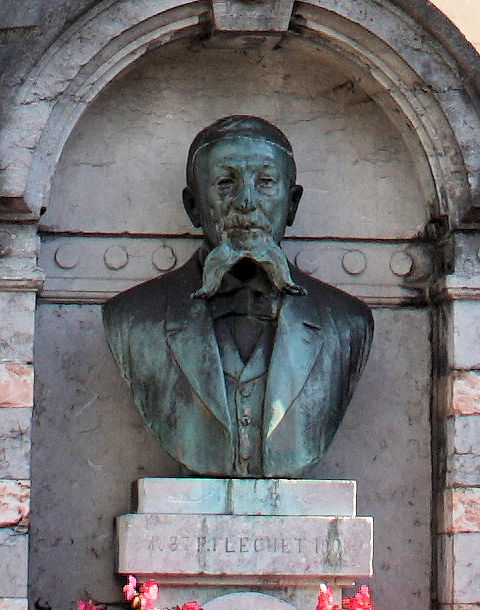
Borstbeeld van Ferdinand als onderdeel van de 'Fléchet-fontein' in Weerst met beelden van vier generaties Fléchets

Ferdinand Fléchet (Weerst, 24 februari 1842 - Den Haag, 9 november 1915) was een Waals militant, Belgisch volksvertegenwoordiger en burgemeester van Weerst.

## Levensloop
Jean Remi Lambert Ferdinand Fléchet was mijningenieur (Universiteit Luik, 1867). Hij was de zoon van de liberale volksvertegenwoordiger Jean Guillaume Fléchet, die hij in 1887 opvolgde en van Marie Defossé. Zelf bleef hij vrijgezel. Hij was liberaal volksvertegenwoordiger voor het arrondissement Luik van 1887 tot 1900 en van 1904 tot 1914. Hij was lid van de 'Association des libéraux progressistes liégeois' van 1890 tot 1900. Anderzijds was hij ook burgemeester van Weerst (1887-1914).
Hij was bestuurder in heel wat vennootschappen, meestal exploitaties van steenkoolmijnen en zinkbewerkers, in België maar ook in Spanje en Duitsland. Hij was voornamelijk raadgevend ingenieur bij de Charbonnages de Cassel in Luik.
Fléchet was een Wallingant, bij zover dat hij zelfs Belgische eretekens weigerde. In 1891 nam hij deel aan het Waals Congres. Toen de wet Cooremans werd gestemd over de taalgelijkheid (1896) was hij er geen tegenstander van maar drukte zijn vrees uit dat de Walen in de minderheid zouden terechtkomen. Hij onthield zich daarom bij de stemming. Hij kwam vaak tussen in de Kamerzittingen als het over het taalgebruik ging. Ook over de overdracht van de Vrijstaat Congo onder Belgisch gezag had hij kritische bedenkingen.